# Sangano
Sangano (piemontesisch Sangan) ist eine Gemeinde in der italienischen Metropolitanstadt Turin (TO), Region Piemont.

## Lage und Einwohner
Sangano liegt 26 km westlich von Turin am Sangone, einem 47 km langer Nebenfluss des Po. Das Gemeindegebiet umfasst eine Fläche von 6 km² und hat 3674 Einwohner (Stand 31. Dezember 2023). 
Die Nachbargemeinden sind Reano, Villarbasse, Trana, Rivalta di Torino, Bruino und Piossasco.

## Geschichte

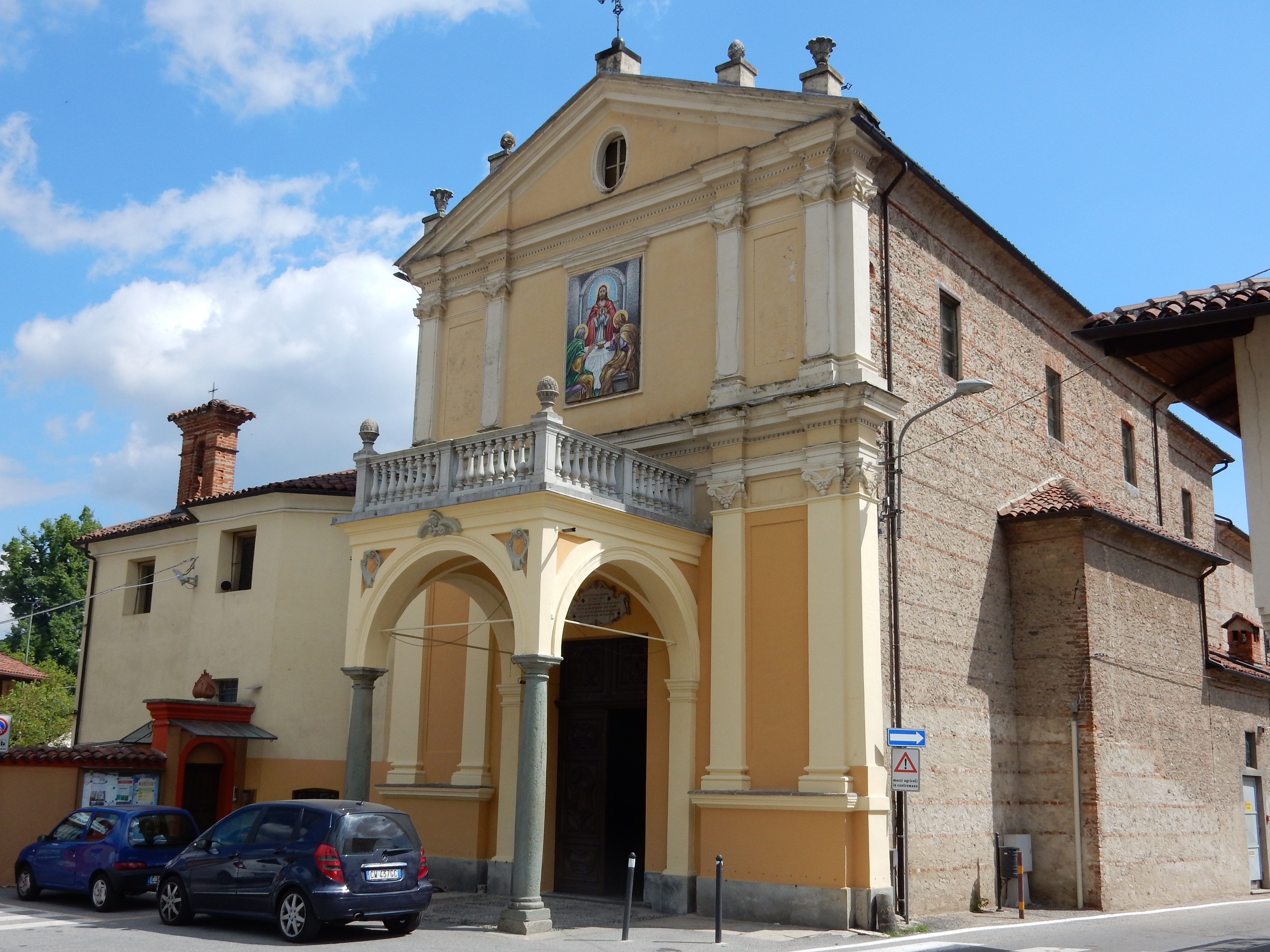
Kirche Parrocchiale dei Santi Solutore

Der Ursprung des Ortsnamens Sangano ist unklar. Goffredo Casalis bezeugt, dass in den Dokumenten des Markgrafen Adalberto I. von Ivrea aus dem Jahr 929 ein Ort mit den Namen „Sango“, „Sangone“ und „Sanganum“ erwähnt wird. Im Jahr 1004 schenkte Gezone, Bischof von Turin, die Ländereien von Sangano der Abtei San Solutore.
Im Jahr 1254 überließen die Äbte Sangano Bonifacio, dem Herrn von Piossasco, dem sie etwas zu verdanken hatten, erlangten es aber dreißig Jahre später wieder in Besitz. Anschließend wurde das Gebiet Teil der Kastellanei Rivalta und wurde von den Orsini belehnt.
In Sangano liegt ein Trinkwasserreservoir für die Stadt Turin. Ein Ort, der wegen der spektakulären Schönheit seiner Betonsäulen und Gewölbe mehrmals im Jahr für Besucher geöffnet ist. Er wurde Mitte des 19. Jahrhunderts erbaut und vermittelt den wunderbaren Eindruck einer „unterirdischen Kathedrale“. ". Das aus den Bergquellen stammende Wasser sammelt sich in der riesigen Zisterne. 1832 wurden verschiedene Lösungen untersucht, doch schließlich, fast 20 Jahre später, wurde das Projekt verwirklicht. Das Val Sangone wurde wegen der Reinheit seines Wassers ausgewählt. Die Arbeiten an den Sammelstollen und dem großen Stausee wurden zwischen 1853 und 1859 unter Verwendung von direkt aus England importierten Ziegeln, Sangone-Steinen und Portlandzement durchgeführt. Am 6. März 1859 erreichte das Wasser des Val Sangone schließlich Turin und speiste einen Schwall auf der Piazza Carlo Felice. Noch heute versorgt es den westlichen Teil der Stadt Turin mit einer Durchflussmenge, die zwischen 380 und 600 Litern pro Sekunde schwankt.
Von 1928 bis 1956 war Sangano ein Teil der Gemeinde Bruino.

## Gemeindepartnerschaft
- Diamantina, im Bundesstaat Minas Gerais